# Olympische Sommerspiele 1924/Teilnehmer (Dänemark)
| Gelbes Symbol für Goldmedaillen mit stilisierten Olympischen Ringen | Graues Symbol für Silbermedaillen mit stilisierten Olympischen Ringen | Braundes Symbol für Bronzemedaillen mit stilisierten Olympischen Ringen |
| ------------------------------------------------------------------- | --------------------------------------------------------------------- | ----------------------------------------------------------------------- |
| 2                                                                   | 5                                                                     | 2                                                                       |

Dänemark nahm an den Olympischen Sommerspielen 1924 in Paris mit einer Delegation von 89 Athleten (78 Männer und 11 Frauen) an 60 Wettkämpfen in 13 Wettbewerben teil.
Die dänischen Sportler gewannen zwei Gold-, fünf Silber- und zwei Bronzemedaillen. Olympiasieger wurde die Fechterin Ellen Osiier mit dem Florett und der Boxer Hans Nielsen im Leichtgewicht. In den Kunstwettbewerben gewannen die dänischen Künstler jeweils eine weitere Silber- und Bronzemedaillen, die im Gesamtmedaillenspiegel nicht berücksichtigt wurden. Fahnenträger bei der Eröffnungsfeier war der Fechter Peter Ryefelt.

## Teilnehmer nach Sportarten

### Boxen
- Hans Nielsen
Leichtgewicht: Gold

- Charles Petersen
Leichtgewicht: im Achtelfinale ausgeschieden

- Andreas Petersen
Weltergewicht: im Achtelfinale ausgeschieden

- Harald Nielsen
Weltergewicht: in der 1. Runde ausgeschieden

- Thyge Petersen
Halbschwergewicht: Silber

- Carl Lindberg (Boxer)
Halbschwergewicht: im Achtelfinale ausgeschieden

- Søren Petersen
Schwergewicht: Silber

- Robert Larsen
Schwergewicht: im Viertelfinale ausgeschieden

### Fechten
- Ivan Osiier
Florett: 6. Platz
Degen: im Halbfinale ausgeschieden
Säbel: 6. Platz
Florett Mannschaft: im Halbfinale ausgeschieden
Degen Mannschaft: in der 1. Runde ausgeschieden
Säbel Mannschaft: im Viertelfinale ausgeschieden

- Jens Berthelsen
Florett: im Viertelfinale ausgeschieden
Degen: in der 1. Runde ausgeschieden
Säbel: in der 1. Runde ausgeschieden
Florett Mannschaft: im Halbfinale ausgeschieden
Degen Mannschaft: in der 1. Runde ausgeschieden
Säbel Mannschaft: im Viertelfinale ausgeschieden

- Svend Aage Munck
Florett: in der 1. Runde ausgeschieden
Säbel: in der 1. Runde ausgeschieden
Florett Mannschaft: im Halbfinale ausgeschieden
Säbel Mannschaft: im Viertelfinale ausgeschieden

- Erik Sjøqvist
Florett: in der 1. Runde ausgeschieden
Florett Mannschaft: im Halbfinale ausgeschieden

- Viggo Stilling-Andersen
Degen: in der 1. Runde ausgeschieden
Degen Mannschaft: in der 1. Runde ausgeschieden

- Peter Ryefelt
Degen: 9. Platz
Degen Mannschaft: in der 1. Runde ausgeschieden
Säbel Mannschaft: im Viertelfinale ausgeschieden

- Eijnar Levison
Säbel Mannschaft: im Viertelfinale ausgeschieden

Frauen
- Ellen Osiier
Florett: Gold

- Grete Heckscher
Florett: Bronze

- Yutta Barding
Florett: 5. Platz

- Ingeborg Buhl
Florett: in der 1. Runde ausgeschieden

### Kunstwettbewerbe
- Sigurd Swane
- Kay Schrøder
- Ejnar Mindedal Rasmussen
- Knud Merrild
- Aase Lundsteen
- Mogens Lorentzen
- Johannes Kragh
- Jens Christian Kofoed
- Sigurd Kielland Brandt
- Oscar Gundlach-Pedersen
- Sonja Carstensen
- Folmer Bonnén
- Christian Asmussen
- Johan V. Andersen
- Jean René Gauguin
Bildhauerkunst: Bronze

- Josef Petersen
Literatur: Silber

### Leichtathletik
Männer
- Poul Schiang
100 m: im Vorlauf ausgeschieden
4-mal-100-Meter-Staffel: im Halbfinale ausgeschieden

- Mogens Truelsen
100 m: im Vorlauf ausgeschieden
200 m: im Vorlauf ausgeschieden
4-mal-100-Meter-Staffel: im Halbfinale ausgeschieden

- Kai Jensen
400 m: im Viertelfinale ausgeschieden
800 m: im Halbfinale ausgeschieden
4-mal-100-Meter-Staffel: im Halbfinale ausgeschieden

- Albert Larsen
800 m: im Halbfinale ausgeschieden
1500 m: im Vorlauf ausgeschieden

- Axel Jensen
Marathon: 11. Platz

- Henri Thorsen
110 m Hürden: im Halbfinale ausgeschieden
400 m Hürden: im Halbfinale ausgeschieden
4-mal-100-Meter-Staffel: im Halbfinale ausgeschieden

- Louis Lundgren
110 m Hürden: im Vorlauf ausgeschieden
400 m Hürden: im Vorlauf ausgeschieden

- Henry Petersen
Stabhochsprung: 4. Platz

- Karl Jensen
Diskuswurf: 13. Platz
Hammerwurf: 11. Platz

### Moderner Fünfkampf
- Helge Jensen
Einzel: 6. Platz

- Marius Christensen
Einzel: 14. Platz

- Otto Olsen
Einzel: 15. Platz

### Radsport
- Ahrensborg Claussen
Straßenrennen: 38. Platz

- Erik Eloe Andersen
Straßenrennen: Rennen nicht beendet

- Oscar Guldager
Bahn Sprint: in der 5. Runde ausgeschieden
Bahn 4000 m Mannschaftsverfolgung: 6. Platz

- Willy Falck Hansen
Bahn Sprint: in der 4. Runde ausgeschieden
Bahn Tandem: Silber 
Bahn 50 km: Rennen nicht beendet
Bahn 4000 m Mannschaftsverfolgung: 6. Platz

- Edmund Hansen
Bahn Tandem: Silber 
Bahn 50 km: Rennen nicht beendet
Bahn 4000 m Mannschaftsverfolgung: 6. Platz

- Erik Kjeldsen
Bahn 4000 m Mannschaftsverfolgung: 6. Platz

### Reiten
- Frode Kirkebjerg
Vielseitigkeit: Silber

### Ringen
- Herman Andersen
Bantamgewicht, griechisch-römisch: in der 2. Runde ausgeschieden

- Georg Gundersen
Bantamgewicht, griechisch-römisch: in der 2. Runde ausgeschieden

- Aage Torgensen
Federgewicht, griechisch-römisch: in der 4. Runde ausgeschieden
Federgewicht, Freistil: 6. Platz

- Peter Eriksen
Federgewicht, griechisch-römisch: in der 3. Runde ausgeschieden
Leichtgewicht, Freistil: 9. Platz

- Charles Frisenfeldt
Leichtgewicht, griechisch-römisch: 5. Platz

- Holger Askehave
Leichtgewicht, griechisch-römisch: in der 4. Runde ausgeschieden

- Robert Christoffersen
Mittelgewicht, griechisch-römisch: in der 5. Runde ausgeschieden
Mittelgewicht, Freistil: 8. Platz

- Axel Tetens
Halbschwergewicht, griechisch-römisch: in der 3. Runde ausgeschieden

- Svend Nielsen
Halbschwergewicht, griechisch-römisch: in der 3. Runde ausgeschieden
Mittelgewicht, Freistil: 11. Platz

- Emil Larsen
Schwergewicht, griechisch-römisch: in der 5. Runde ausgeschieden

- Poul Hansen
Schwergewicht, griechisch-römisch: in der 3. Runde ausgeschieden
Halbschwergewicht, Freistil: 9. Platz

### Schießen
- Niels Larsen
Freies Gewehr 600 m: Bronze 
Freies Gewehr Mannschaft: 6. Platz

- Lars Jørgen Madsen
Freies Gewehr 600 m: 24. Platz
Freies Gewehr Mannschaft: 6. Platz
Kleinkaliber liegend 50 m: 24. Platz

- Anders Peter Nielsen
Freies Gewehr 600 m: 24. Platz
Freies Gewehr Mannschaft: 6. Platz
Kleinkaliber liegend 50 m: 4. Platz

- Erik Sætter-Lassen
Freies Gewehr 600 m: 46. Platz
Freies Gewehr Mannschaft: 6. Platz
Kleinkaliber liegend 50 m: 4. Platz

- Peter Petersen
Freies Gewehr Mannschaft: 6. Platz

- Arne Nielsen
Kleinkaliber liegend 50 m: 12. Platz

- Hans Oluf Jacobsen
Trap: Wettkampf nicht beendet

### Schwimmen
Frauen
- Agnete Olsen
100 m Freistil: im Vorlauf ausgeschieden
4-mal-100-Meter-Freistil-Staffel: 4. Platz

- Karen Maud Rasmussen
100 m Freistil: im Vorlauf ausgeschieden
4-mal-100-Meter-Freistil-Staffel: 4. Platz

- Hedevig Rasmussen-Gjørling
100 m Freistil: im Vorlauf ausgeschieden
400 m Freistil: im Halbfinale ausgeschieden
4-mal-100-Meter-Freistil-Staffel: 4. Platz

- Vibeke Møller
400 m Freistil: im Vorlauf ausgeschieden
4-mal-100-Meter-Freistil-Staffel: 4. Platz

### Segeln
- Aage Høy-Petersen
Monotyp 1924: nicht für das Finale qualifiziert

- Knud Degn
6-Meter-Klasse: Silber

- Christian Nielsen
6-Meter-Klasse: Silber

- Vilhelm Vett
6-Meter-Klasse: Silber

### Tennis
- Einer Ulrich
Einzel: in der 2. Runde ausgeschieden
Doppel: im Achtelfinale ausgeschieden

- Erik Tegner
Einzel: in der 2. Runde ausgeschieden
Doppel: im Achtelfinale ausgeschieden
Mixed: in der 1. Runde ausgeschieden

- Einer Bache
Einzel: in der 2. Runde ausgeschieden
Doppel: in der 1. Runde ausgeschieden

- Bjørn Thalbitzer
Einzel: in der 2. Runde ausgeschieden
Doppel: in der 1. Runde ausgeschieden

- Elsebeth Brehm
Einzel: in der 1. Runde ausgeschieden
Mixed: in der 1. Runde ausgeschieden

### Wasserspringen
Männer
- Sven Palle Sørensen
10 m Turmspringen: 7. Platz
Turmspringen einfach: in der 1. Runde ausgeschieden

- Volmer Otzen
Turmspringen einfach: in der 1. Runde ausgeschieden

- Herold Jansson
Turmspringen einfach: in der 1. Runde ausgeschieden

Frauen
- Edith Nielsen
Turmspringen einfach: 4. Platz